# Ланнатай

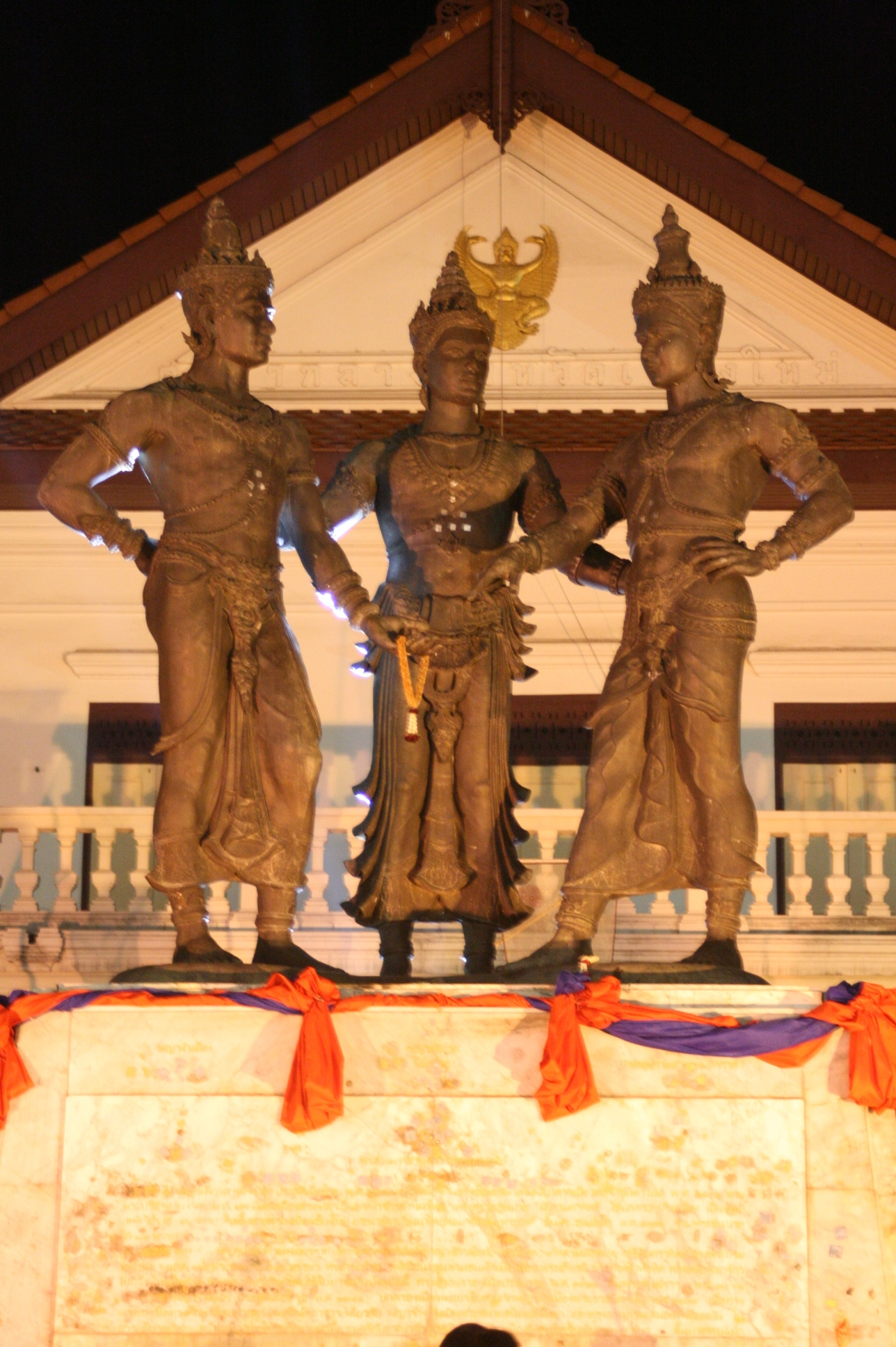
Памятник трём королям в Чиангмае

Ланнатай (тайск. อาณาจักรล้านนา, буквально — «Миллион рисовых полей») — средневековое государство, существовавшее на севере современного Таиланда.
Центром царства был город Чиангмай. Государство основал правитель Менграй Великий в 1296 году. В XIV-XV века были «золотым веком» царства, которое расширилось, присоединив другие царства (до территории Нана). Аютия и другие государства пытались завоевать Ланну, но без успехов. В XVI веке начался упадок, усилившийся в 1526 году после смерти правителя Кэо. Другое тайское государство, Сукхотаи, напротив, было союзником Ланны. В 1558 году Ланна впала в вассальную зависимость от бирманцев, которые через 20 лет установили своё полное правление.
Бирманское правление длилось до 1774 года, после чего территория с тремя полузависимыми княжествами перешла под протекторат Сиама. В современный Таиланд они вошли лишь в XX веке. До 1939 года номинально королём считался Кэо Наоварат (Инкэо), хотя власть принадлежала королю Сиама.
Флагом Ланнатая было красное полотнище с белым слоном.
На севере Таиланда до настоящего времени сохранились памятники периода государства Ланнатай. Один из крупнейших — Ват Пхра Тхат Лампанг Луанг к юго-западу от Лампанга.